# Muschampia leuzeae
Muschampia leuzeae (Algerijns brandkruiddikkopje) is een vlinder uit de familie van de dikkopjes (Hesperiidae). De wetenschappelijke naam van de soort is voor het eerst gepubliceerd in 1881 door Charles Oberthür.
De soort komt voor in Algerije. De vlinder vliegt in één generatie van half mei tot in juli en verkiest droge, bloemrijke graslanden.